# ねずてん
『ねずてん』とは山本素石著「ねずてん物語序説（小森谷の一夜）」原作、男鹿和雄挿絵の絵本である。2003年刊。出版元はアインズ株式会社。

## 概要
昭和30年代初頭の和歌山県の竜神温泉街が舞台となっており、挿絵は牧歌的な水彩画で当時の様子を忠実に表現されている。 「私」と「秋邨先生」の二人がキツネを利用して「尺ものの大アマゴ」をせしめようと画策する物語になっている。 「ねずてん」とはネズミの天ぷらの略である。
アインズ株式会社は文化の継承や地域への貢献の一環としてこの絵本を出版した。

## あらすじ
戦後から少し経ち、世の中が落ち着きかけた頃の話。
主人公の「私」と友人の「秋邨先生」は、龍神村の護摩ノ壇山の渓に「尺物の大アマゴ」がおり、キツネは大アマゴを持ってネズミのテンプラを買いにくる、という話を湯治客から聞いたことがきっかけで、「ねずてん」屋をはじめようとする。 二人は半年がかりでネズミを集め、木炭バスに乗って和歌山の南部へ出向き、一番安物の鍋と油を買い込んでしまう。
二人はとうとう目当ての川原にたどり着き、揚げたネズミを並べて「ねずてん」屋を始める。 しかし案の定キツネもタヌキもやってこない。 話も途切れ闇の中で、あの湯治客こそキツネではないかと疑ううちに幻惑にかかってしまうのである。

## その他

### 二人のたどったルート
和歌山県の南部（みなべ）の町で買い物をしたのち、紀伊田辺駅からバスで5時間竜神温泉街へ、そこから徒歩で小森谷渓谷の「お万の淵」で開業したことになっている。

### 護摩壇山
護摩壇山は雄大な原生林が現在も残っており、紅葉は有名。 山の名の由来は、落ち武者となった平維盛がこの地で護摩を焚いたことに由来する。 「ねずてん」屋の舞台となった「お万の淵」へはハイキングコースが整備されており、アユやアマゴ釣り客の人気スポットになっている。